# Vox Lux
Vox Lux ist ein US-amerikanisches Filmdrama von Brady Corbet. Seine Weltpremiere hatte der Film am 4. September 2018 im Rahmen der Filmfestspiele von Venedig, wo er sich im Wettbewerb um den Goldenen Löwen befand.

## Handlung
Der Film behandelt den Aufstieg der Sängerin Celeste zum Superstar, nachdem sie während ihrer Schulzeit einen Amoklauf überlebt hat. Daraufhin komponiert sie ein Lied, in welchem sie die Eindrücke der Tragödie verarbeitet, und steigt rasch zur Ikone auf. Nach ihrem Durchbruch verfällt sie zunehmend dem Alkohol- und Drogenkonsum. Sie plant ein Comeback, dessen Erfolg jedoch durch einen Anschlag in Kroatien bedroht wird, der möglicherweise von Celestes Musik ausgelöst wurde.
Die Handlung des Films ist dabei in mehrere Akte aufgeteilt und deckt insgesamt 18 Jahre, angefangen von 1999 bis 2017, des Lebens von Celeste ab. In dieser Zeit wird sie Zeugin von einschneidenden Ereignissen des 21. Jahrhunderts, wie beispielsweise den Anschlägen vom 11. September 2001.

## Produktion
Die Regie führte Brady Corbet, welcher auch das Drehbuch schrieb. Vox Lux ist sein zweiter Spielfilm, nachdem er mit The Childhood of a Leader sein Debüt als Regisseur im Jahr 2015 gab.
Scott Walker komponierte zusammen mit Sia die Filmmusik, wobei Letztere eigens für den Soundtrack des Films geschriebene Lieder beisteuerte.
Natalie Portman übernahm die Hauptrolle der Celeste und ersetzte Rooney Mara, welche das Projekt Anfang 2018 verlassen hatte. Jude Law spielt den Manager von Celeste, Willem Dafoe leiht dem Erzähler seine Stimme.
Die Dreharbeiten starteten am 1. Februar 2018 in New York City.
Am 4. September 2018 hatte der Film seine Weltpremiere auf den Filmfestspielen von Venedig, wo er im Hauptwettbewerb gezeigt und für den Goldenen Löwen nominiert wurde. Weiterhin wurde Vox Lux am 7. September 2018 auf dem 43. Toronto International Film Festival aufgeführt.

## Rezeption

### Kritiken
Nach der Uraufführung in Venedig fielen die ersten Kritiken sehr positiv aus. Besonders gelobt wurde dabei die schauspielerische Leistung von Natalie Portman, welche von Guy Lodge von Variety als fesselnd und von Michael Nordine (IndieWire) als kraftvoll und eindringlich bezeichnet wurde, deren Präsenz man sich nicht entziehen könne, auch wenn man sich dies das ein oder andere Mal wünschen würde. Stephen Dalton von The Hollywood Reporter beschreibt den Film als melodramatisches, hochgradiges Spektakel, welches gleichzeitig zum Denken anstößt.
Matthias Greuling von der Wiener Zeitung betitelt Vox Lux als Meisterstück über die Angst. Der Film illustriere die permanente Hysterie, mit der wir uns als Gesellschaft seit dem Amoklauf von Columbine oder den Anschlägen vom 11. September 2001 umgeben, meisterlich und sei der relevanteste Film der Filmfestspiele von Venedig, da dieser am meisten über den gegenwärtigen Lebensumstand und die Befindlichkeiten unser Gesellschaft aussage.
Auf Rotten Tomatoes konnte der Film bisher 61 % aller Kritiker überzeugen, basierend auf 228 Meinungen.

### Auszeichnungen
Internationale Filmfestspiele von Venedig 2018
- Nominierung für den Goldenen Löwen (Brady Corbet)